# Lithobius aberantus
Lithobius aberantus är en mångfotingart som först beskrevs av Matic 1973.  Lithobius aberantus ingår i släktet Lithobius och familjen stenkrypare. Inga underarter finns listade i Catalogue of Life.